# Yvette Wilson
Yvette Wilson (6. března 1964 Los Angeles, Kalifornie, USA – 14. června 2012) byla americká herečka. Hrála například ve filmu Pátek (1995). V letech 1995-2000 hrála v seriálu Moesha a mezi lety 1999-2004 v seriálu The Parkers. Zemřela na rakovinu děložního hrdla ve věku 48 let.